# V602 Carinae
V602 Carinae es una estrella Supergigante roja.Se encuentra en la constelación de Carinade tipo espectral M3la-lab con 3294K a unos 7470 Años luz del Sol, una luminosidad de 126000 soles, una magnitud aparente de 8.39con una magnitud absoluta de 4.83,con una masa entre 17 Soles y 20 Soles y con unos 1050 radios solares.Es la cuarta estrella más grande de la constelación de Carina. Solo detrás de RT Carinae,CK Carinae y EV Carinae Es unas de las estrellas más grandes conocidas en la actualidad.